# The Oppressed
A The Oppressed wales-i Oi! zenekar. A jelenlegi és a korábbi tagok legtöbbje skinhead, a zenekar a világ legismertebb antifasiszta zenekarai közé tartozik; az európai SHARP mozgalom (Skinheads Against Racial Prejudice – Skinheadek a rasszizmus ellen) úttörői.

## Története
1981-ben alakultak Cardiffban. Egy évvel később már szerepeltek a népszerű brit Oi! válogatássorozat negyedik lemezén, az Oi! Oi! that's yer lot!-on White Flag című dalukkal. 1984-es feloszlásukig kiadtak egy nagy- és két kislemezt, demó felvételeiket az Oi! The Tape kazetta tartalmazza, ami 1983-ban jelent meg. Megszűnésüket az okozta, hogy legtöbb koncertjük botrányba fulladt a kirobbanó verekedések miatt.
A 80-as évek második felében a tagok különféle zenekarokban tevékenykedtek. Az inaktív években két kiadó vállalta magára két nagylemezük kiadását. Eközben az énekes New Yorkba repült, ahol megismerkedett a SHARP alapítóival. Az ötletet bevitte Nagy-Britanniába, aminek segítségével az antirasszista skinhead fogalma kezdett teret nyerni Európában. A 90-es évek hozták el a zenekar számára a visszatérést. 1996-tól kezdve folyamatosan adták ki kis- és nagylemezeiket. A zenekar mindig is az árral szemben haladt: amikor Londonban nem lehetett független koncertet szervezni a szélsőjobboldal befolyása nélkül, ők mégis összehoztak egy antifasiszta beállítottságú estet a német Stage Bottles közreműködésével, aminek hatására megszűnt az erőszakos biztonsági szolgálatok koncerten való tevékenysége az angol fővárosban. 1998-ban ismét feloszlottak, s csak 2004-ben álltak össze. 2005-ben Kanadában játszottak, melynek a Brotherhood: The Oppressed/The Prowlers Live in Toronto - 4.30.05 DVD állít emléket. 2006-ig folytatták a koncerteket, s ismét bejelentették feloszlásukat. Ebből az időből származik a 2000-es évek utolsó magyar underground cikke a zenekarról, mely a Sound of the Streets fanzine második számában jelent meg. Előtte két hazai fanzine foglalkozott a The Oppresseddel: 1997-ben a Razor, 2000-ben a Skinbomb. 2009-ben döntöttek úgy, hogy folytatják a zenélést, azóta a zenekar lelkesedése töretlen, bejárták Európa számos országát (Franciaország, Németország, Lengyelország, Olaszország, Görögország).
2011. március 12-én Győrbe látogattak.
2012 végén alapos tagcserén estek át. Az énekes, Roddy Moreno testvére, Dominic Moreno kilépett a zenekarból, akit Paul Cobley váltott a basszusgitárosi poszton. Emellett Steve Floyd is távozott, melynek hatására megszűnt a ritmusgitáros szekció. A 2013-as évet megfogyatkozva kezdte a zenekar, s koncertjeiken (Montréal, Marseille, Stuttgart) trióként lépnek fel.

## Tribute
A zenekar akkora hatással volt Európa, és a többi kontinens Oi!-punk színterére, hogy még mielőtt elérkezett volna fennállásuk 30. évfordulója, máris tribute CD készült tiszteletükre. 2009-ben az olasz Anfibio Records közreműködésével jelent meg a A Tribute to The Oppressed című kiadvány, mely 18 Oi! és punk zenekar egy-egy feldolgozását tartalmazza.

## Diszkográfia

### Kislemezek
- Never Say Die (1983)
- Victims / Work Together (1983)[7]
- Fuck Fascism (1995)
- 5-4-3-2-1 (1996)
- They Think Its All Over...It Is Now (1996)
- Anti-Fascist Oi! (1996)
- Best of The Oppressed (1996)
- The Richard Allen Tribute Single (1997)
- Strength In Unity (1997)
- The Noise (1997)
- Out on The Streets Again (1999)[8]
- Football Violence (2009)

### Nagylemezek
- Oi! Oi! Music (1984)
- Fatal Blow (1985)
- Dead & Buried (1988)
- We Can Do Anything (1994)
- Music For Hooligans (1995)
- Dead & Buried / Fatal Blow Reissue (újra kiadás) (1996)
- The Best of The Oppressed (1996)
- Live (Llanrumney Youth Club 1984) (1997)
- More Noize For The Boys (1998)
- The Oppressed "Oi! Singles & Rarities" (2001)
- Skinhead Times (dupla CD) (2005)
- Won't say sorry (dupla CD) (2005)[9]
- Antifa Hooligans (2011)

### DVD
- Brotherhood: The Oppressed/The Prowlers Live in Toronto - 4.30.05 (2008)